# ایران‌الدوله هلن
ایران‌الدوله هلن یا ایران‌الدوله هلنی یا ایران خانم هلنی از اولین خوانندگان زن ایرانی بود که صدایش ضبط شد. از وی به عنوان اولین زن آموزش‌دهندهٔ ردیف یاد می‌شود. او به احتمال قوی نخستین کسی است که تصنیف مرغ سحر را خوانده‌است.

## نگارخانه

تصاویری منسوب به ایران‌الدوله هلنتصاویری منسوب به ایران‌الدوله هلن